# Hales (Norfolk)
Hales – wieś w Anglii, w hrabstwie Norfolk, w dystrykcie South Norfolk. Leży 19 km na południowy wschód od miasta Norwich i 159 km na północny wschód od Londynu. Miejscowość liczy 479 mieszkańców.